# Guillermo Zamor
Pour les articles homonymes, voir Zamor (homonymie).
Zamor, né le 8 mars 1951 en Colombie, est un peintre et sculpteur français et colombien, connu pour ses grands formats et le traitement de ses sujets masculins et féminins avec une technique qui n'est ni du réalisme, ni de l'hyperréalisme.
Inspiré des maniéristes italiens, de l'étude des figures impossibles et des anamorphoses, ainsi que de la technique du trompe-l'œil de la Renaissance, qu'il a étudiée et admirée dans tous les musées d'Europe, de Stockholm à Rome, en passant par Amsterdam, Zurich, Madrid et Paris, et qu'il maîtrise avec une grande dextérité en les mélangeant et créant sa propre et unique tendance qu'il appelle « supraréalisme ». Comme il en témoigne, « dans le surréalisme les éléments absurdes sont évidents tandis que dans ma peinture supraréaliste l'absurde rentre dans la logique du regard, passant inaperçu ».
Zamor vit en Europe depuis 1974, ayant fait de longs séjours à Rome, Florence, Paris, Amsterdam, Zürich, Stockholm et Madrid pour développer et faire ses études humanistiques et créer son style artistique.

## Biographie

### Études
Bien que décidé à être artiste-peintre sculpteur, Zamor n'a pas voulu étudier les Beaux-arts, considérant qu'une formation humanistique et littéraire le préparerait mieux à sa carrière d'artiste-peintre. Tout d'abord il obtient son DEUG d'Architecture à l'Université Javeriana de Bogota en Colombie, où il apprend à fond les principes de la descriptive, perspective, dessin, etc.
Il s'oriente vers une maîtrise en Philosophie et Lettres avec une spécialisation en Histoire de l'Université Javeriana de Bogota. Puis, il part pour Paris en 1974, où il continue ses études de Lettres et il obtient une maîtrise en Littérature à l'université de la Sorbonne, Paris-IV, titulaire de la maîtrise sans mention de spécialité avec les certificats d'études supérieures de maîtrise C2 « Littérature des nations hispano-américaines » - novembre 1975, et un mémoire sur le sujet« La violencia en Colombia a través de la literatura ». Puis un DEA en Histoire de l'université de la Sorbonne, Paris IV, Inscription du sujet de thèse en vue du doctorat du troisième cycle « Recherche sur les présidents d'Audience en Nouvelle Grenade de 1565 à 1605 », Rapporteur : professeur LAFAYE, (Paris, 17 juin 1977) et, finalement, une licence en Histoire de l'Art à l'université de Grenoble, France. En 1976, après avoir parcouru les musées d'Europe, il se consacre à la peinture et à la sculpture à Paris.

### Carrière d'artiste

#### Expositions en France, années 1970
C'est à Grenoble, en France, au Café Bayard, qui est le lieu de réunion des artistes, des acteurs et des intellectuels de la ville, que Zamor va faire sa première exposition en 1978. Dès ses débuts, il est remarqué par la presse avec une première interview individuelle. Son style très personnel, inspiré de sujets de nus masculins, ainsi qu'une pratique d'une technique classique à l'huile, est  reconnue par les critiques.
Puis il s'ensuit une série d'expositions individuelles : Galerie Madeleine, Grenoble, 1979, Galerie d'Art moderne, Orange, France, en 1979, où Ph. Chabro ainsi que le baron Olivier de Serres écrivent des articles très élogieux sur ce nouvel artiste dans le journal Le Provençal ; suit la Galerie du Musée à Nernier, France, 1979.
En 1980, les journalistes de la région Rhône-Alpes choisissent Zamor pour qu'il représente la région au 91e Salon des indépendants au Grand Palais à Paris.

#### Expositions au Venezuela et en Colombie
Fort de ses succès comme artiste en France, Zamor voyage en Colombie pour passer des vacances fin 1979. Peu après son arrivée, il rencontre celui qui sera son modèle pour le Saint Sébastien. Il ouvre un atelier et se met à peindre, inspiré par ce modèle et par une autre nature qu'il redécouvre. Au lieu de trois mois il reste un an et demi, lui donnant l'occasion d'exposer dans différents lieux. Tout d'abord dans sa ville natale à la « Casa de la Cultura », Cúcuta, Colombie, puis au Venezuela, à San Cristóbal, à la Galerie J.M. Oliveros.
Lors d'un séjour à Bogota, le Conseiller d'état Gustavo Humberto Rodriguez découvre le travail de Zamor et l'invite à exposer au Palais San Carlos, ancien Palais présidentiel, où il organise une exposition en janvier 1981. L'exposition est ensuite réclamée par le Musée d'art contemporain. La presse nationale colombienne découvre un nouvel artiste.
Fin 1981, Zamor fait le voyage de retour à Paris. Il laisse tous ses tableaux de grands formats dans les caves du Musée d'art contemporain.

#### Expositions et presse, années 1980
De retour de Colombie, Zamor s'installe à Paris. Durant plus d'un an, il fréquente le Musée du Louvre, étudiant de façon systématique et avec sa formation d'historien toutes les œuvres du Musée. La ville de Grenoble lui donne un atelier où il s'installe et affirme son style en introduisant de nouveaux éléments dans sa peinture et ses dessins : l'anamorphose et le trompe-l'œil. En 1985, Zamor expose au Théâtre de Grenoble une seule toile avec tous les dessins autour de son sujet.
Le critique d'art et professeur d'histoire de l'Art à Florence (Italie) et à Grenoble (France), Philippe Renard, invite Zamor à la Pieve a Elici, Lucca, en Italie pour une interview qui paraîtra dans la revue Connaissances des Hommes à Paris en 1985 et sa traduction en grec dans la revue littéraire ΠΟΔΙΟΡΚΙΑ, parue à Athènes en 1985.
La Galerie Éolia, 10 rue de Seine à Paris, le remarque et le prend en exclusivité en 1986. Elle organise plusieurs expositions de Zamor qui sont commentées par la presse parisienne : dans la revue L'Œil, le journal Le Figaro, l'hebdomadaire Le Point et dans le livre du critique d'Art Gérard Xuriguera aux éditions Mayer. Il passe aussi en vente aux enchères à la Salle Drouot, Cabinet Catherine Charbonneaux, à Paris le 24 avril 1988.

#### Expositions et voyages, années 1990
Zamor voyage et travaille beaucoup, faisant que chaque lieu devienne une nouvelle source d'inspiration. Il va de l'Ardèche à Paris et à Grenoble, en France, puis du bord de la mer sous les tropiques à la campagne, sur la cordillère des Andes et à Porto Rico.
Chaque voyage donne l'occasion à de nouvelles expositions.
À Bogota, en Colombie, il expose à la Galerie d'art du World Trade Center en 1991 et 1992,. Il expose aussi à Barranquilla, en Colombie, en décembre 1992. Il réside à Carthagène des Indes, en Colombie, pendant toute l'année 1993 ; il séjourne ensuite sur les hauteurs de la cordillère des Andes de fin 1993 à mai 1996, puis il décide de revenir en France. Au début de l'année 1997, il est invité à exposer à San Juan de Porto Rico, et de nouveau avec Carolina Herrera en 2000.

## Style

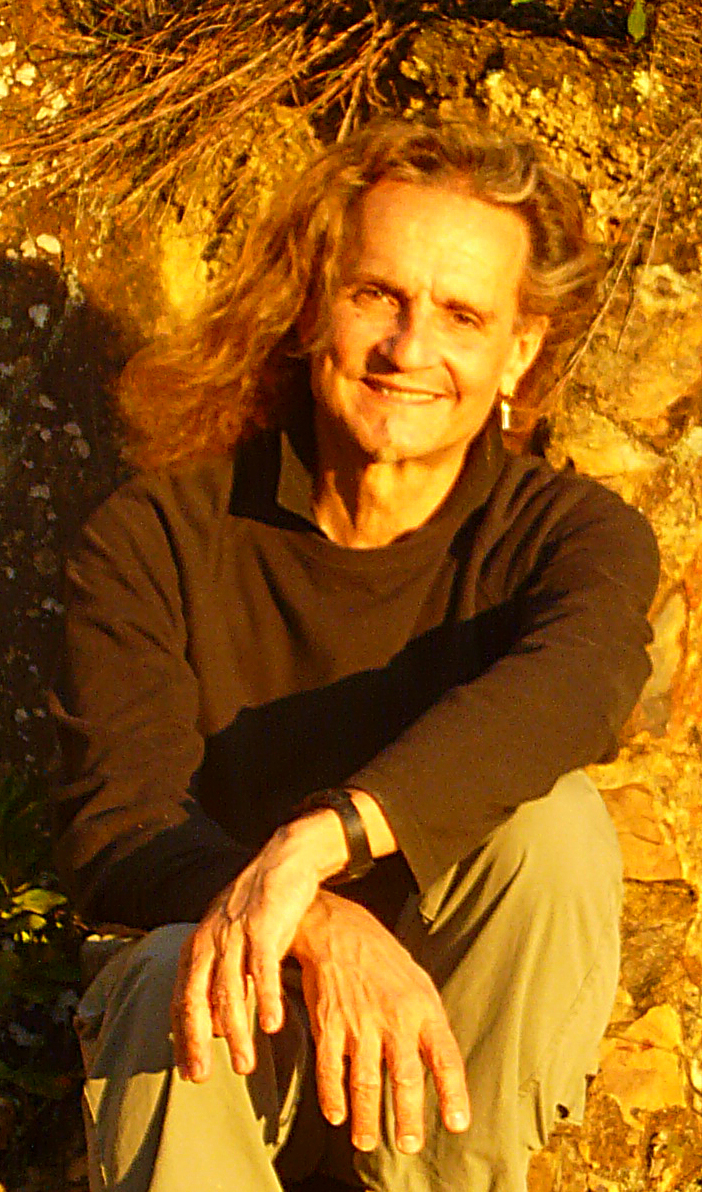
Zamor en 2011.

La meilleure façon de décrire le style de Zamor peut s'apercevoir à travers les différents commentaires de la presse internationale tout au long de sa carrière. Dans ses premières expositions on trouvait que Zamor « nous propose un monde à la fois érotique, fantastique et superbement alangui, dans ces marécages du corps où s'architecturent les émotions les plus éclectiques … » et puis, de l'autre côté de l'océan on  disait que la thématique de Zamor …es absolutamente contemporánea… su forma artística está  inspirada en los lineamientos clásicos, y el argumento de su pintura, casi  helenísticamente, se sumerge en la filosofía y la cultura griega …. Plus tard, en France, on le  réclame par «  … les très beaux dessins de Zamor… dessins d'une telle qualité qu'ils font espérer que le talent de leur auteur sera un jour plus largement reconnu. » et on s'approche déjà de ses sources inspiratrices quand on dit « …ses recherches apparentent son art à la grande époque du maniérisme. Avec lui, naissent les certitudes plastiques modernes dont Rodin a donné le nom : « un art digne de ce nom ne suit pas le passé, il le prolonge » ainsi que sa poésie « … Zamor nous surprend avec des dessins d'une musicalité aérienne, chantant sous son crayon en le laissant vibrer… » et sa qualité «  … Sophía Vári et Zamor, qui, eux sont des dessinateurs chevronnés… »
Puis c'est à Paris où on le consacre avec des critiques de journalistes connus « … imaginaire que Zamor, le Colombien devenu Grenoblois, excite aussi avec ses corps drapés ou ses frontons si minutieusement et si monumentalement dessinés qu'on en a le vertige… » et « Zamor est sûr de ses moyens : il façonne avec un futurisme imaginaire la vraisemblance plus que la ressemblance… » paru dans le livre d'anthologie artistique de Xuriguera.

Plus tard Zamor intègre un nouvel élément dans sa peinture, le trompe-l'œil, qui se fait remarquer :
« sus acrílicos poseen una magia ilusionista lograda a partir de la técnica del "trompe-l'œil" en una estrecha combinación con personajes desnudos que dan cuenta de su maestría en el dibujo »
« Ses acryliques ont une magie illusoire obtenue grâce à la technique du « trompe l'œil » en étroite combinaison avec des figures nues qui montrent sa maîtrise du dessin »
— 
, confirmé presque de suite en France par Sylvie Perrard : « ses œuvres s'imposent par le jeu incessant entre le rêve et la réalité » et ensuite une nouvelle dimension est découverte dans la peinture de Zamor, dans le commentaire fait outre-Atlantique à propos de ses portraits :
« A través de sus pinturas, el artista Zamor interpreta el alma, el interior de cada persona… No se sabe dónde termina la obra y donde comienza el marco… »
« A travers ses peintures, l'artiste Zamor interprète l'âme, l'intérieur de chaque personne… On ne sait pas où finit l'œuvre et où commence le cadre »
— 

## Collections publiques
Lorsqu'il travaille avec la Galerie Eolia à Paris, celle-ci le sort en vente aux enchères à Drouot, à Paris, le 24 avril 1988. En Colombie, la corporation « El Minuto de Dios » des Eudistes lui commande un Saint Jean Eudes pour le Musée d'art contemporain de Bogota. Le président de la République de Colombie, Belisario Betancur Cuartas, demande à Zamor, en  1984, Le Christ Noir, pour faire partie de la collection Betancur au Palais Nariño de Colombie. En 2011, Zamor écrit une lettre ouverte au président de la République de Colombie pour réclamer Le Christ Noir.
D'autres œuvres de Zamor font partie de collections publiques comme Eve, au Musée de la Mémoire, à Cúcuta, en Colombie, ainsi que plusieurs dessins qu'acheta la compagnie aérienne de Bogota pour la collection Avianca ouverte au public.

## Carrière d'historien
Pendant ses études d'histoire Zamor travaille en tant que maître assistant auprès du professeur Manuel Lucena Salmoral et publie, comme historien, dans la Revue Universitas Humanísticas de l'université Javeriana, Bogota, Colombie, plusieurs études entre 1971 et 1974 : Elementos decorativos del arte Muisca en los volantes de huso (50 pages). D'autres études paléographiques, basées sur les documents originaux du XVIe siècle et conservées dans les Archives nationales de Colombie : Catálogo de documentos existentes en el Archivo Histórico Nacional para el período 1564 - 1580 (80 pages) ; Ordenanças del Señor Doctor Antonio Gonzalez y del Señor Miguel de Ybarra (20 pages) ; Catálogo de documentos existentes en el Archivo Histórico Nacional para el período 1580 - 1597 (110 pages) ; Encomiendas en el Nuevo Reino de Granada durante el período presidencial del Doctor Antonio Gonzalez (1590 - 1597) (100 pages) ; Catálogo de documentos existentes en el Archivo Histórico Nacional para el período 1597 - 1605 (90 pages). Ensuite il écrit le siège de sa ville natale en 1900, El sitio de Cúcuta, publié par l'Instituto de Cultura y Bellas Artes de Cúcuta (50 pages).
À l'université de la Sorbonne à Paris, il est nommé par le Professeur Jacques Lafaye comme son maître assistant pendant qu'il soutient sa thèse de doctorat en Histoire, mais Zamor abandonne ses études en 1976 pour se consacrer à la peinture.

## Écrits
Avec l'arrivée de l'internet, Zamor étudie l'informatique pour pouvoir mettre en ligne toute la collection de ses œuvres.
De 1998 à 2004 il conçoit et crée son site Web et le met en ligne en 2004.
En 2011 il conçoit et crée un autre site Web pour faire la publication en E-books de ses livres inédits écrits parallèlement à sa carrière de peintre :
- un essai philosophique et biographique écrit entre 1999 et 2002 : Le Quêteur d'âmes[41] ;
- un essai philosophique sur et pour les êtres sensibles écrit entre 2010 et 2011 : L'Être Sensible ou Lettres sans cible aux êtres sensibles[42] ;
- un roman écrit en 2002 qui continue le sujet du Quêteur d'âmes : À l'Ombre des Manguiers[43] ;
- des livres de réflexion philosophique se suivent chez le même éditeur : À la Recherche de ma complétude[44] ;
- et Le Miracle des Sens[45].

Il publie également des livres écrits en espagnol : Cuentos de Agua Clara (250 pages) et La Violencia en Colombia a través de la Literatura (280 pages).
Finalement, pour illustrer son livre À la Recherche de ma complétude, il fait référence à son travail personnel avec la discipline du yoga.